# Mario Zanin
Mario Zanin, född 3 juli 1940 i Santa Lucia di Piave, är en italiensk före detta tävlingscyklist.
Zanin blev olympisk guldmedaljör i linjeloppet vid sommarspelen 1964 i Tokyo.